# Naftifin
Naftifin ist ein Antimykotikum, das als Arzneistoff verwendet wird. Chemisch handelt es sich um ein Allylamin-Derivat.

## Anwendungsgebiete
Naftifin ist ein Breitspektrum-Antimykotikum, das topisch angewendet wird zur Behandlung der Tinea,  einer durch Fadenpilze verursachten Hauterkrankung.

## Wirkung
Es hemmt die Ergosterol-Synthese, indem es das Enzym Squalenepoxidase blockiert.

## Handelsnamen
Monopräparate

Exoderil (A, D)